# Teschek
Teschek oder auch Deschek ist im österreichisch-deutschen bzw. wienerischen Sprachraum ein pejorativer Begriff für eine Person, die stets ausgenützt wird und immer die Benachteiligte ist. Die Bezeichnung wird vom ungarischen Begriff tessék [ˈtɛʃe:k] abgeleitet, was in Fragesätzen für „wie bitte?“ bzw. in Ausrufesätzen für „bitte (sehr)!“ steht.
Hugo von Hofmannsthal verwendet den Begriff in seinem Libretto zu der Oper Arabella von Richard Strauss, als der reiche Gutsbesitzer Mandryka dem verarmten Wiener Grafen Waldner die prall gefüllte Brieftasche vorhält mit der schönen Aufforderung: „Teschek, bedien dich“.
Als Teschek wird auch ein Kartenspiel für vier bis sechs Personen bezeichnet, das in mehreren Variationen spielbar ist.  Der Teschek ist der Verlierer des Spiels.
In einem Leitartikel im Sommer 2009 wurde von der Wiener Zeitung Die Presse der Begriff Generation Teschek eingeführt. Er stand für eine junge Generation, die an dem aktuellen Zeitgeschehen nicht (mehr) teilnimmt. Der Artikel fand lebhafte Resonanz.